# Toledo Bullfrogs
Die Toledo Bullfrogs (dt. Toledo Ochsenfrösche) waren ein geplantes Arena-Football-Team aus Toledo, Ohio, dass in der af2 spielen sollte.

## Geschichte
Im September 2008 gab eine Investorengruppe, welche auch das Eishockeyfranchise Toledo Walleye besitzt, bekannt, dass die af2 eine Mannschaft nach Toledo vergeben hat und diese 2010 den Spielbetrieb aufnehmen soll. Im November 2008 wurde der Name des Teams bekannt gegeben. Er lautet Toledo Bullfrogs und geht auf die Geschichte Toledos zurück, die eng mit dem Great Black Swamp verbunden ist. Zudem wurden die Teamfarben, grün, schwarz und orange, und das Logo, ein Froschkopf mit Footballhelm, präsentiert. Durch das Aussetzen der Arena Football League im Jahr 2009 waren weder die af2 noch die Bullfrogs beeinträchtigt. 2010 sollte das Team schließlich den Spielbetrieb aufnehmen, jedoch meldete die af2 zuvor Bankrott. Zuvor waren bereits über 2.200 Saisontickets verkauft worden. Für die Bullfrogs gab es die Möglichkeit in die Arena Football League, welche 2010 den Spielbetrieb wieder aufnahmen, zu gehen, diese Option wurde jedoch nicht wahrgenommen, da den Verantwortlichen die Ligastruktur nicht gefiel. Erst mit den Toledo Crush wurde in Toledo Arena Football gespielt.